# Костычевский сельский округ
Костыче́вский се́льский окру́г (каз. Костычев ауылдық округі) — административная единица в составе Жаркаинского района Акмолинской области Республики Казахстан. Административный центр — село Костычево.

## География
Сельский округ расположен в северо-западе района, граничит:
- на востоке с селом Пятигорское,
- на юго-востоке с селом Гастелло,
- на юге с селом Пригородное,
- на западе с Наурзумским и Карасуским районами Костанайской области,
- на севере с Есильским районом.

## История
В 1989 году на территории нынешнего сельского округа административно существовали: Донский сельсовет (посёлок Донской), Костычевский сельсовет (село Костычево) и Маякский сельсовет (село Маяк). В 1990-х годах Донский сельсовет вошёл в состав Костычевского.
В 2005 году в состав округа вошёл Маякский сельский округ.
В 2010 году село Маяк было ликвидировано.

## Население
| Численность населения | Численность населения | Численность населения |
| 1989                  | 1999                  | 2009                  |
| --------------------- | --------------------- | --------------------- |
| 748                   | ↗1194                 | ↘719                  |

## Состав
В состав сельского округа входят 2 населённых пункта.
| № | Населённый пункт | Тип населённого пункта       | Население, 1989 | Население, 1999 | Население, 2009 |
| - | ---------------- | ---------------------------- | --------------- | --------------- | --------------- |
| 1 | Донское          | село                         | 869             | 408             | 237             |
| 2 | Костычево        | село, административный центр | 748             | 551             | 478             |
| 3 | Маяк             | село (бывшее)                | 835             | 235             | 4               |